# ГЕС Гіндікуш
ГЕС Гіндікуш — гідроелектростанція на південному сході Туркменістану, за чотири десятки кілометрів від міста Мари. Перша ГЕС в історії цієї країни, споруджена більш ніж сотню років тому.
Майже вся територія Туркменістану лежить у межах пустель, хоча з півдня, із гір Афганістану та Ірану, сюди прямує ряд річок. Найбільшою серед них є Мургаб, яка дренує північний схил Паропамізьких гір та в підсумку розбирається на зрошення на межі пустелі Каракуми. У 1896-му в її пониззі з метою іригації спорудили два послідовні водосховища — Середньо- та Нижньо-Гіндукуське з об'ємом 16 млн м3 та 15 млн м3 відповідно. А за два десятки років вирішили використати створений тут перепад висот для роботи гідроелектростанції, яка стала до ладу в 1913 році та забезпечувала потреби маслоробного, бавовноочисного та миловарного виробництв.
ГЕС Гіндікуш обладнали трьома турбінами виробництва австро-угорської компанії Ganz потужністю по 0,4 МВт. Більш ніж сотню років по тому це обладнання, якому надано статус музейного експонату, все ще в працездатному стані й далі виробляє електроенергію.
Можливо також відзначити, що від Каракумського каналу прямує відгалуження, яке подає ресурс у долину Мургабу якраз у районі Гіндукуських сховищ.
На момент свого введення ГЕС Гіндікуш була найпотужнішою в Російській імперії (яка невдовзі припинила своє існування, перетворившись на СРСР), після чого кілька десятків років залишалась єдиним подібним об'єктом у Туркменістані, допоки в 1946 і 1952 роках на Мургабі не почали роботу ще дві малі станції — Каушут-бент та Колхоз-бент. Перша поступалася Гіндукушській за потужністю — лише 0,8 МВт, а от Колхоз-бентська з показником у 3,2 МВт перевершила її.